# Ruysch (krater)
Ruysch är en nedslagskrater på planeten Merkurius, med en diameter på ungefär 64 kilometer.
2013 uppkallades kratern efter målaren Rachel Ruysch.